# Amstel Curaçao Race
Pour les articles homonymes, voir Amstel (homonymie).
L’Amstel Curaçao Race est un critérium cycliste disputé à Curaçao, dans les petites Antilles créé en 2002 et qui se déroule tous les ans début novembre sur un circuit d'environ 80 kilomètres.
Il est organisé depuis sa création par Leo van Vliet,, ancien coureur professionnel néerlandais et directeur de course de l'Amstel Gold Race depuis 1995.
En 2014, l'organisateur indique que la 12ème édition sera la dernière. Il lui était devenu difficile d'inviter des coureurs, en raison de l'allongement de la saison professionnelle, et de la concurrence du Criterium de Saitama.

## Palmarès femmes
| Année | Vainqueur      |
| 2011  | Chantal Baak   |
| 2012  | Marianne Vos   |
| 2013  | Ellen van Dijk |

## Palmarès hommes
| Année | Vainqueur          | Deuxième            | Troisième         |
| 2002  | Michael Boogerd    | Paolo Bettini       | Stefan van Dijk   |
| 2003  | Peter Van Petegem  | Alejandro Valverde  | Michael Boogerd   |
| 2004  | Óscar Freire       | Max van Heeswijk    | Davide Rebellin   |
| 2005  | Tom Boonen         | Paolo Savoldelli    | Pieter Weening    |
| 2006  | Alejandro Valverde | Fränk Schleck       | Erik Dekker       |
| 2007  | Alberto Contador   | Thomas Dekker       | Fränk Schleck     |
| 2008  | Andy Schleck       | Stijn Devolder      | Theo Bos          |
| 2009  | Alberto Contador   | Thor Hushovd        | Koos Moerenhout   |
| 2010  | Fränk Schleck      | Alessandro Petacchi | Niki Terpstra     |
| 2011  | Marcel Kittel      | Andy Schleck        | Johnny Hoogerland |
| 2012  | Niki Terpstra      | Marc de Maar        | Thomas De Gendt   |
| 2013  | Johnny Hoogerland  | Jan Bakelants       | Marc de Maar      |
| 2014  | Niki Terpstra      | Sebastian Langeveld | Tim Wellens       |